# Olpidium verrucosum
Olpidium verrucosum är en svampart som beskrevs av M.W. Dick 2001. Olpidium verrucosum ingår i släktet Olpidium och familjen Olpidiaceae.   Inga underarter finns listade i Catalogue of Life.